# Bensley (Virginie)
Bensley est une census-designated place située dans le comté de Chesterfield, dans l’État de Virginie, aux États-Unis. Lors du recensement de 2020, elle comptait 5 971 habitants.